# Ana Miljkovac
Doc. dr Ana Miljkovac (Nikšić, 1967 — 17. decembar 2024) bila je crnogorska umjetnica.

## Biografija
Rođena 1967. godine u Nikšiću gdje je završila osnovnu i srednju školu. Godine 1985. upisala se na Pedagošku akademiju u Nikšiću (likovni odsijek) i apsolvirala 1987. Iste godine upisala je Akademiju likovnih umjetnosti u Sarajevu, odsijek vajarstvo. Sa te akademije se prepisala na Fakultet likovnih umjetnosti na Cetinju školske 1989/90. Diplomirala je 1992. godine u klasi profesora Pavla Pejovića. U aprilu 2003. godine je odbranila magistarski rad pod nazivom „Postolje i skulptura – realno imaginarne relacije”. Doktorirala je 2013. godine na Scenskim umetnostima Fakulteta za umetnost i dizajn u Beogradu kod mentora prof. Miloša Šobajića sa temom „Ana Miljkovac od 1997. do Smilje Bosiljčić od 2009. do 2011. umjetnički projekat”.
Izlagala je na brojnim kolektivnim i samostalnim izložbama u zemlji i inostranstvu.
Njen rad Princeza od Komunikacije... i Mira kao jedino umjetničko djelo iz Crne Gore bilo je izloženo na sedmom Pekinškom bijenalu (7th Beijing International Art Biennale 2017) u Nacionalnom umjetničkom muzeju Kine.
Koautorka je pet udžbenika i pet priručnika za nastavnike.

## Nagrade
- Prva nagrada za skulpturu FLU Cetinje (1992)
- Prva nagrada za skulpturu, sajam umjetnosti Drap – Art u Barseloni (1999)
- Nagrada za crnogorski suvenir na konkursu koji su raspisala dva ministarstva: Ministarstvo kulture i medija i Ministarstvo turizma (2005)
- Prva nagrada za skulpturu na Podgoričkom likovnom salonu (2006)[2]